# Flaine
Flaine is een wintersportgebied en skidorp in de Franse Voor-Alpen, meer bepaald in de vallei van de Arve in het departement Haute-Savoie. Het skigebied kwam in de jaren 60 tot stand rond een nieuw skidorp in een opvallende modernistische bouwstijl door Marcel Breuer. Het gebied tussen 1500 en 2400 meter boven zeeniveau op het grondgebied van de gemeenten Magland en Arâches-la-Frasse. Sinds 1982/1983 is het verbonden met Morillon, Samoëns en Les Carroz en vormt het samen Grand Massif, een van de grootste aaneengesloten en drukst bezochte skigebieden wereldwijd.
Het skidorp bestaat uit verschillende wijken: Front de neige, Forum, Fôret, Montsoleil en Hameau de Flaine.

## Geschiedenis
Geofysicus Eric Boissonnas en Zwitsers architect Gérard Chervaz ontdekten de site in het hooggebergte in 1959 en besloten er een wintersportgebied uit te bouwen volgens hedendaagse stedenbouwkundige principes, met oog voor kunst, design en duurzaamheid. Voor het ontwerp kozen Eric en Sylvina Boissonnas de Amerikaanse Bauhausarchitect Marcel Breuer. De eerste gebouwen werden in 1969 opgeleverd. Het skigebied zelf werd uitgetekend door skiër Emile Allais.

## Galerij

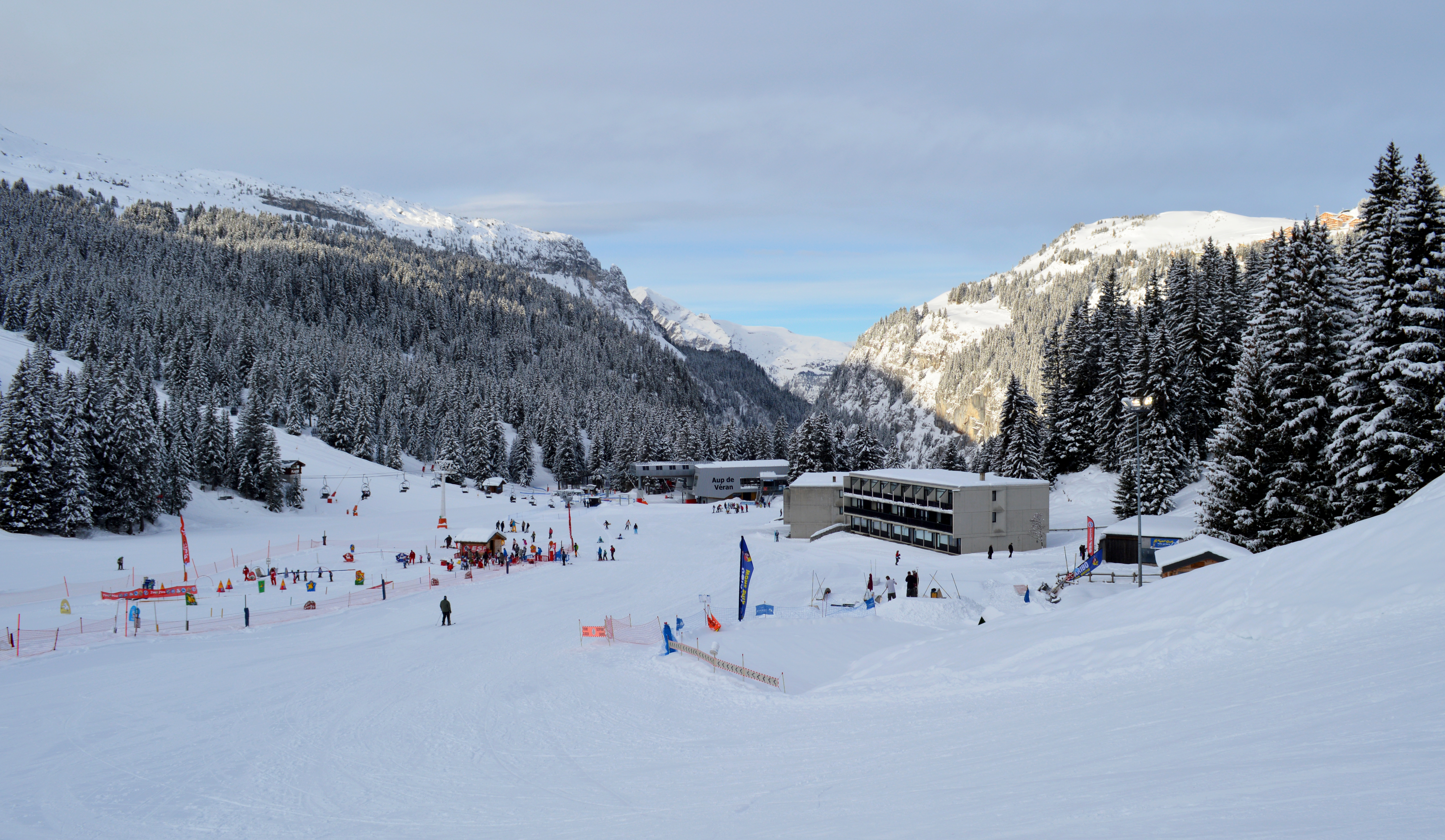
Front de neige, 2014
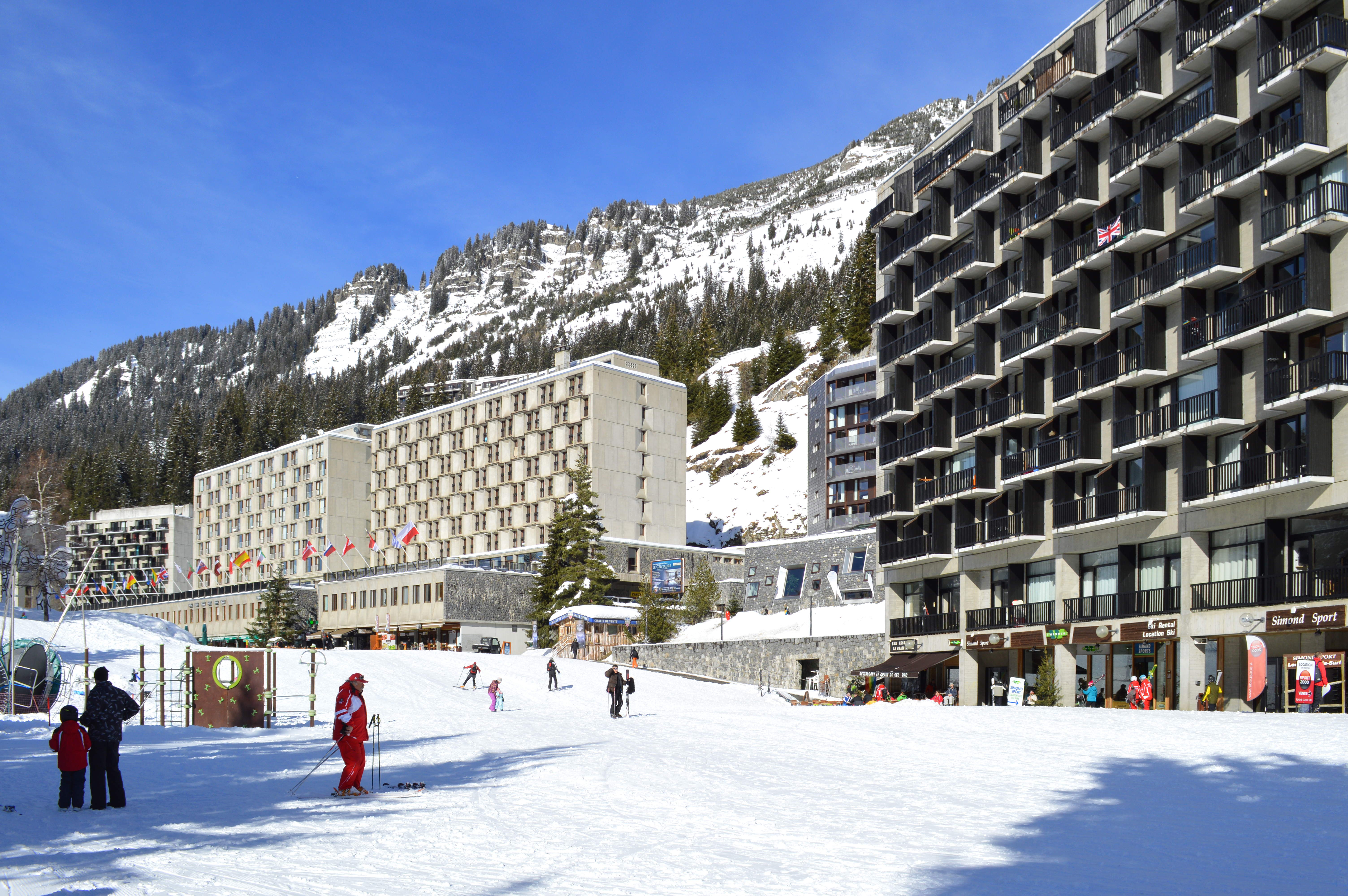
Forum, 2014
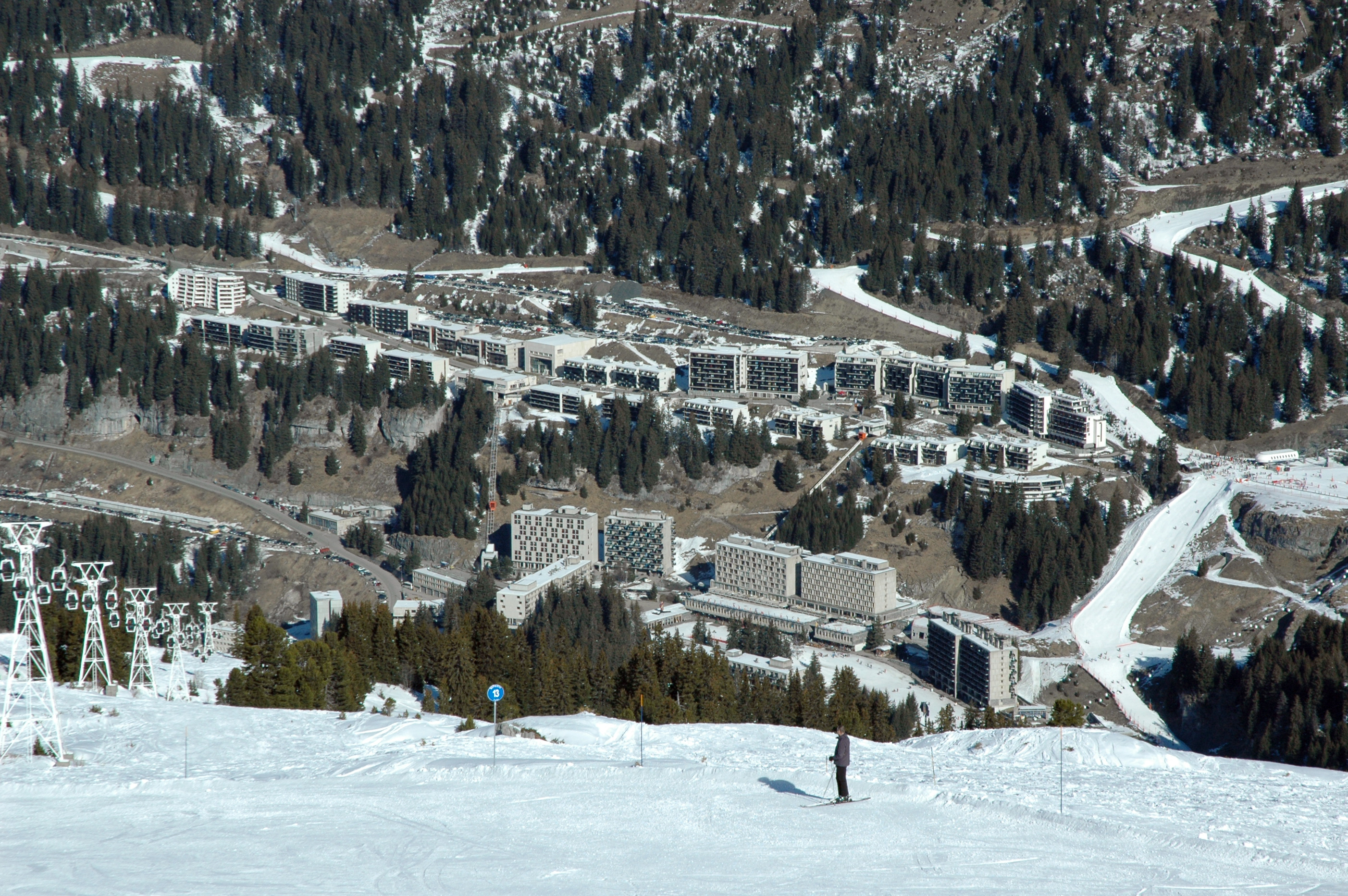
Fôret (boven) en Forum, 2011
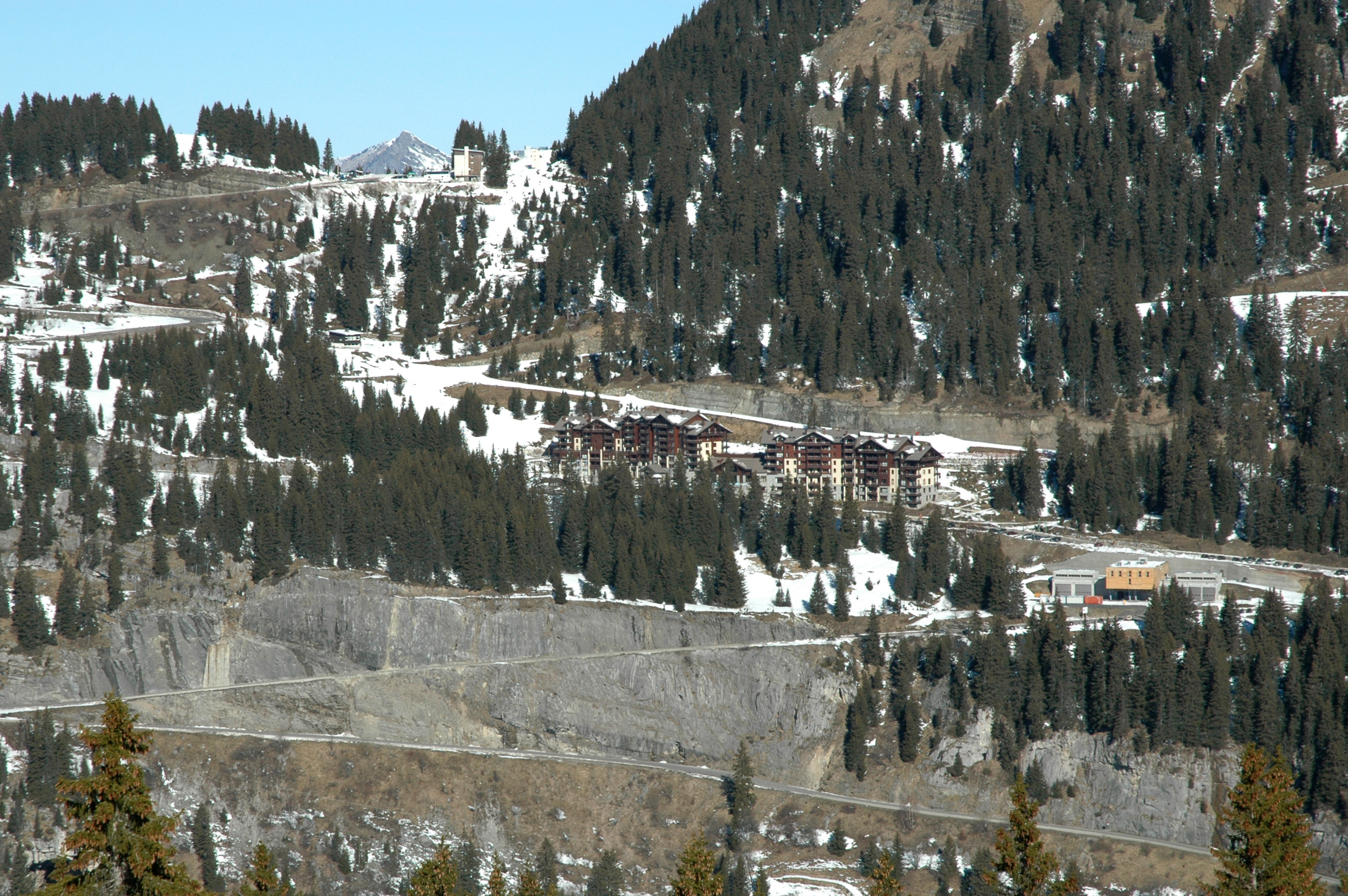
Montsoleil, 2011
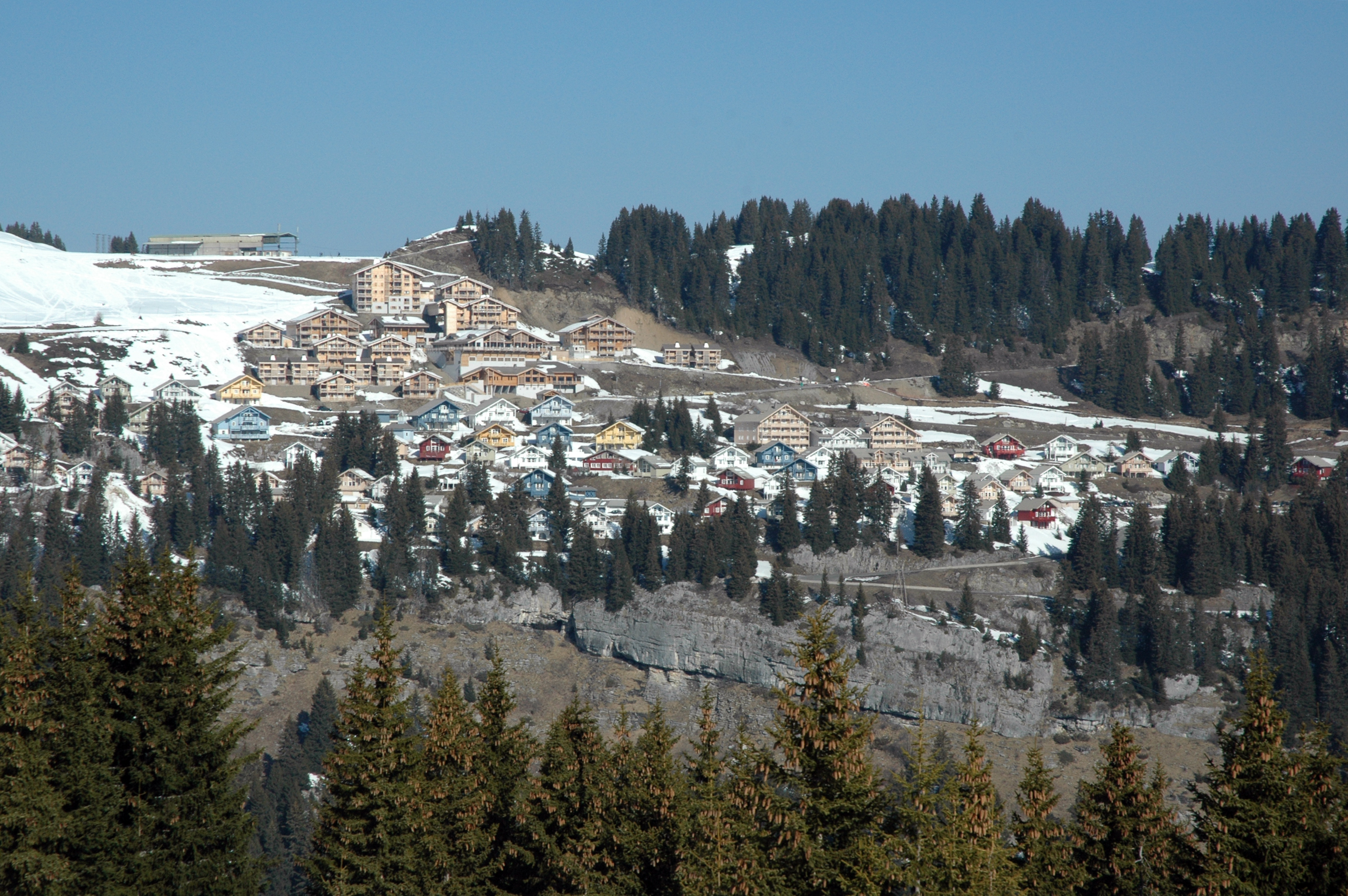
Hameau de Flaine, 2014